# Declaración a los Siete

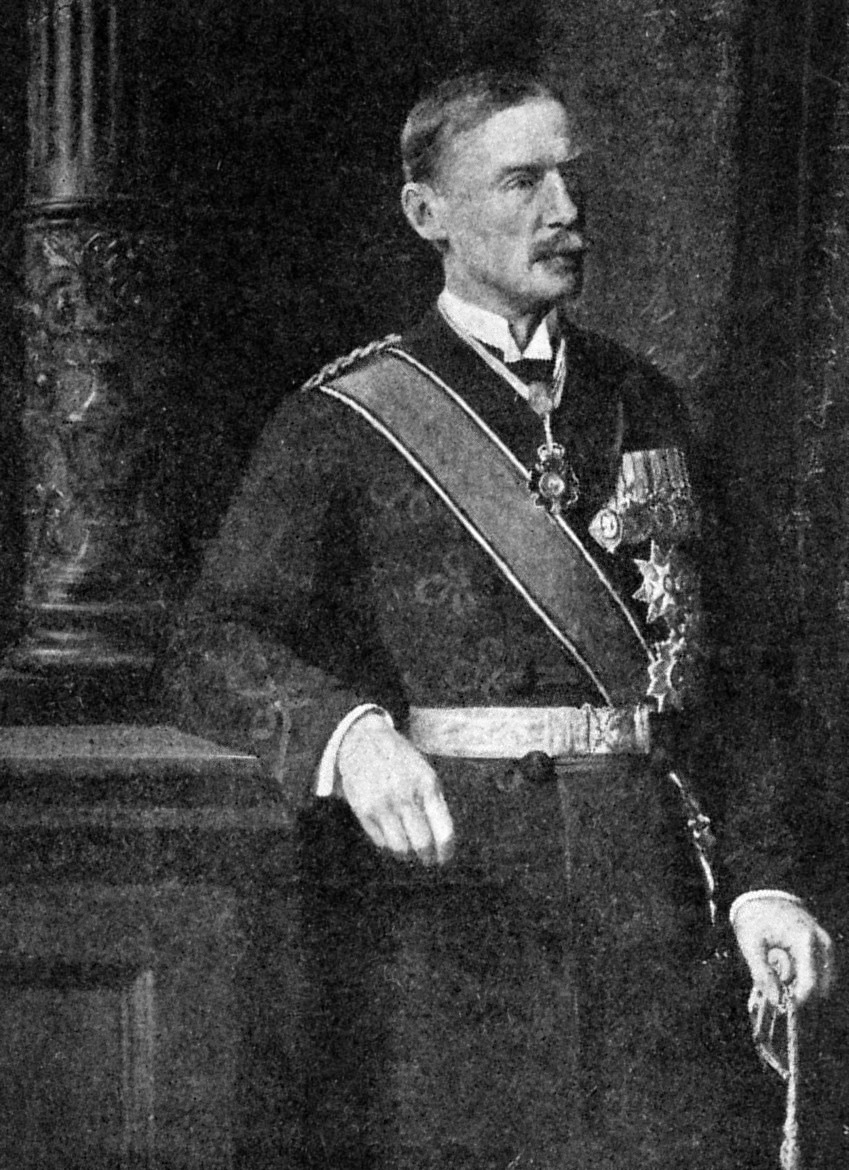
Henry McMahon

La Declaración a los Siete fue un documento escrito por el diplomático británico Sir Henry McMahon y publicado el 16 de junio de 1918 como respuesta a un memorándum publicado de forma anónima por siete notables sirios en El Cairo. Eran miembros del nuevo Partido de la Unidad Siria, creado después de la Declaración Balfour de 1917 y la publicación el 23 de noviembre por los Bolcheviques del secreto Acuerdo Sykes-Picot entre el Reino Unido y Francia. El memorándum pedía una «garantía de la independencia definitiva de Arabia». La declaración decía que la política británica era que los gobiernos futuros de la región del Imperio otomano, ocupada por los aliados, debía basarse en el consentimiento de los gobernados en la repartición del Imperio otomano.

## Su significado
La Declaración a los Siete se destaca por ser el primer pronunciamiento británico a los pueblos árabes que avanza el principio de autodeterminación nacional. Aunque los británicos buscaron la manera de asegurar su posición para adoptar esa doctrina, originalmente del estadounidense Woodrow Wilson, ni el Reino Unido ni Francia estuvieron preparados para implementar sus promesas a los árabes ni ceder las posiciones ganadas por la victoria contra los otomanos.
Aunque el documento no fue publicado en extenso, la declaración puede ofrecer una explicación de la acción de Edmund Allenby, quien ordenó que se detuviera el avance de fuerzas en los alrededores de Damasco, después de haber vencido a las tropas turcas, para dejar que capturaran la ciudad las fuerzas árabes en septiembre de 1918, después de la Batalla de Megido y siguiendo instrucciones de Londres. Fortaleció la exigencia árabe para la independencia de Siria mientras que socavaba la reclamación francesa del territorio según los términos de Sykes–Picot.